# Dwaling
Dwaling is een onjuiste indruk of opvatting als gevolg van een onjuiste voorstelling van zaken door een ander, in het burgerlijk recht meestal bij koopovereenkomsten. En deze onjuiste indruk of opvatting (d.w.z. de dwaling) moet zo essentieel zijn, dat zonder deze onjuiste indruk of opvatting de overeenkomst niet was gesloten. In common law wordt dit omvat door misrepresentation en mistake.
De wettelijke regeling van dwaling voor het Nederlands burgerlijk recht staat in artikel 228 van boek 6 van het Burgerlijk Wetboek (art. 6:228 BW). Met de wederpartij wordt in dit artikel degene bedoeld, die een onjuiste voorstelling van zaken geeft en de vernietigbare rechtshandeling verricht. 
Het begrip dwaling bestaat ook in het strafrecht.
Bij justitiële dwaling werd met een rechterlijke uitspraak geen recht gesproken, maar iemand (veelal een verdachte in een strafzaak) door de uitspraak bij nader inzien juist onrecht aangedaan, zoals door een onterechte, schuldloze veroordeling, terwijl diegene bij een andere gang van zaken of een tijdig bekend worden van bepaalde feiten niet veroordeeld zou zijn.
Het equivalent in het Nederlandse bestuursrecht is misslag.

## Eigenlijke dwaling
In het Nederlands recht moet eigenlijke dwaling (art. 6: 228 BW) aan zes voorwaarden voldoen:
1. Onjuiste voorstelling van essentiële eigenschappen en/of omstandigheden.
2. Er moet causaal verband zijn tussen de dwaling en het sluiten van de overeenkomst: indien er niet gedwaald was, zou de overeenkomst niet of onder andere voorwaarden tot stand zijn gekomen.
3. De wezenlijke eigenschappen waaromtrent een onjuiste voorstelling bestond moeten in beginsel wel kenbaar zijn geweest.
4. De dwaling moet zijn veroorzaakt door een mededeling van de wederpartij, het zwijgen van de wederpartij of wederzijdse dwaling.
5. De dwaling moet niet op grond van in het verkeer geldende opvattingen, schending van onderzoeksplicht of zaken die uitsluitend op de toekomst betrekking hebben, voor rekening van de dwalende komen (art. 6: 228 lid 2 BW).
6. De dwaling kan niet gaan om een zuiver toekomstige omstandigheid

## Oorzaken van dwaling
Er worden drie oorzaken van dwaling onderscheiden (zie hierboven het vierde vereiste). In alle drie de gevallen is de wil van minstens een der betrokken partijen gebrekkig gevormd.
De eerste vorm van eigenlijke dwaling is een dwaling die te wijten is aan een onjuiste inlichting van de wederpartij (art. 6:228 lid 1 sub a BW). Zonder deze inlichting was de overeenkomst niet gesloten. Aanprijzingen in algemene bewoordingen in advertenties, zoals de beste, de goedkoopste en de mooiste leveren geen grond voor een beroep op dwaling op. Serieuze mededelingen van de wederpartij waar gerechtvaardigd op vertrouwd mag worden, kunnen wel een grond voor dwaling zijn, aldus de Hoge Raad in de standaardarresten Baris/Riezenkamp en Booy/Wisman.
De tweede situatie is, dat de dwaling is ontstaan door ongeoorloofd zwijgen van de wederpartij (art. 6:228 lid 1 sub b BW). De wederpartij heeft informatie die belangrijk is voor de beslissing om de overeenkomst wel of niet te sluiten, maar verzwijgt deze informatie. De mededelingsplicht van de wederpartij gaat hier volgens de zogenaamde verkeersopvattingen voor de onderzoeksplicht van de dwalende partij, in de zin van art. 6:228 lid 2 BW. Dit werd bepaald in het arrest Van der Beek/Van Dartel. Zie ook het arrest Van Geest/Nederlof.
En de derde situatie is de wederzijdse dwaling (art. 6:228 lid 1 sub c BW), waarbij zowel de wederpartij als de dwalende partij van dezelfde onjuiste feiten uitgingen. En bij een juiste voorstelling van zaken, zou een van de dwalende partijen de overeenkomst niet hebben gesloten. Er is hier geen sprake van schuld aan de kant van de wederpartij, een dwalingsvordering zal hier dan ook niet snel worden toegewezen. Er ligt een veel sterkere nadruk op de onderzoeksplicht van de dwalende. Het standaardarrest hiervoor is de Kantharos van Stevensweert en wat recenter: leraar Van Smeden - Christelijk Onderwijs.
Wel is in al deze drie gevallen belangrijk dat het essentieel zijn van een bepaalde eigenschap of omstandigheid voor de dwalende partij, voor de ander wel kenbaar was. Als iets niet kenbaar is, kunnen er immers ook geen mededelingen over gedaan worden. Zaken die algemeen gebruikelijk belangrijk zijn om te weten, behoren bekend te zijn zoals veiligheid van een gebruikte auto, maar iemand kan ook specifieke eisen hebben die voor een ander niet voorstelbaar zijn zonder dat de ander dit heeft aangegeven. In dat geval kan de wederpartij dit niet weten en treft hem dus geen blaam als hij dit ene (voor hem een detail-) punt niet vertelt.
Indien de dwaling opzettelijk veroorzaakt wordt, dan is het geen dwaling, maar bedrog.

## Oneigenlijke dwaling
Naast de eigenlijke dwaling – geregeld in 6:228 BW – is er ook oneigenlijke dwaling. Dat is de dwaling als gevolg van een misverstand. Deze dwaling wordt niet als zodanig in het BW genoemd. Volgens artikel 3:33 BW vereist een rechtshandeling (een overeenkomst is een rechtshandeling) een op een rechtsgevolg gerichte wil die zich door een verklaring heeft geopenbaard. Was er bij eigenlijke dwaling sprake van een gebrekkige gevormde wil, bij oneigenlijke dwaling is de wil op zichzelf goed gevormd. Evenwel stemmen bij oneigenlijke dwaling wil en verklaring niet overeen. Wat partijen verklaren (of hoe de wederpartij dit logischerwijze interpreteert) stemt niet overeen met wat zij bedoelen te verklaren.
Het makkelijkst is het uit te leggen met een simpel voorbeeld:
A heeft een fiets in eigendom. B wil die fiets graag kopen en stuurt een brief naar A met de vraag wat de fiets moet kosten. A stuurt een briefje terug met de mededeling "Voor 10 euro mag je de fiets hebben." Deze brief is een verklaring en heeft een rechtsgevolg: er is een aanbod gedaan om de fiets voor tien euro te verkopen en A wilde ook een aanbod doen. B denkt: dit is goedkoop, dat doe ik. B stuurt een brief terug waarin hij zegt dat hij €10 mee zal nemen en de fiets komt ophalen. A schrikt van dit bedrag, want hij had een 0 te weinig getypt in zijn brief: hij had de fiets voor €100 willen verkopen. Hier lopen wil en verklaring van A uiteen en is er sprake van oneigenlijke dwaling.
Hoe dit verhaal afloopt, is niet zeker te zeggen. Het gaat er onder meer om of B wel mocht vertrouwen op de samenloop van de wil en verklaring van A. Dit had hij bijvoorbeeld niet mogen doen als hij wist dat de fiets eigenlijk 150 euro waard was.
Een voorbeeld van oneigenlijke dwaling is het arrest Bunde/Erckens (Misverstandarrest).

## Uitzonderingen
In artikel 6:228 lid 2 BW staat een aantal uitzonderingen opgesomd, waardoor een beroep op dwaling niet mogelijk zou zijn: de aard van de overeenkomst, verkeersopvattingen en de omstandigheden van het geval, die voor rekening van de dwalende moeten blijven. 
Met de aard van de overeenkomst wordt bedoeld, dat sommige overeenkomsten er onbetrouwbaar uitzien en daardoor de dwalingskans toeneemt, zoals een auto die te koop staat voor een extreem lage prijs, dan kan niet veel verwacht worden. Onder de verkeersopvattingen valt de onderzoeksplicht van de dwalende partij. 
Een ander geval is de zogenaamde verkopersdwaling, bijvoorbeeld de situatie dat iemand een object verkoopt voor een klein bedrag, wat later miljoenen waard blijkt te zijn. Door het afstaan van een zaak wordt dit risico genomen en is een beroep op dwaling niet gerechtvaardigd. Het arrest waarin dit bepaald is Kantharos van Stevensweert.
Ten slotte zijn, in het algemeen, verwachtingen over de toekomst die de partijen bij het sluiten van de overeenkomst hadden en die later niet uit bleken te komen, dwalingen die voor rekening van de dwalende moeten blijven. Zie het Marktcafé-arrest.

## Vernietigbaarheid
Een geslaagd beroep op dwaling leidt tot vernietiging van de rechtshandeling en daarmee dus tot vernietiging van de overeenkomst (een zgn. meerzijdige rechtshandeling). Zie ook: vernietigbaarheid. Meer echter niet: is er sprake van schade bij de dwalende, dan zal deze ook een vordering tot schadevergoeding moeten instellen wegens een toerekenbare onrechtmatige daad.